# Wielki Kopieniec (Dolina Olczyska)

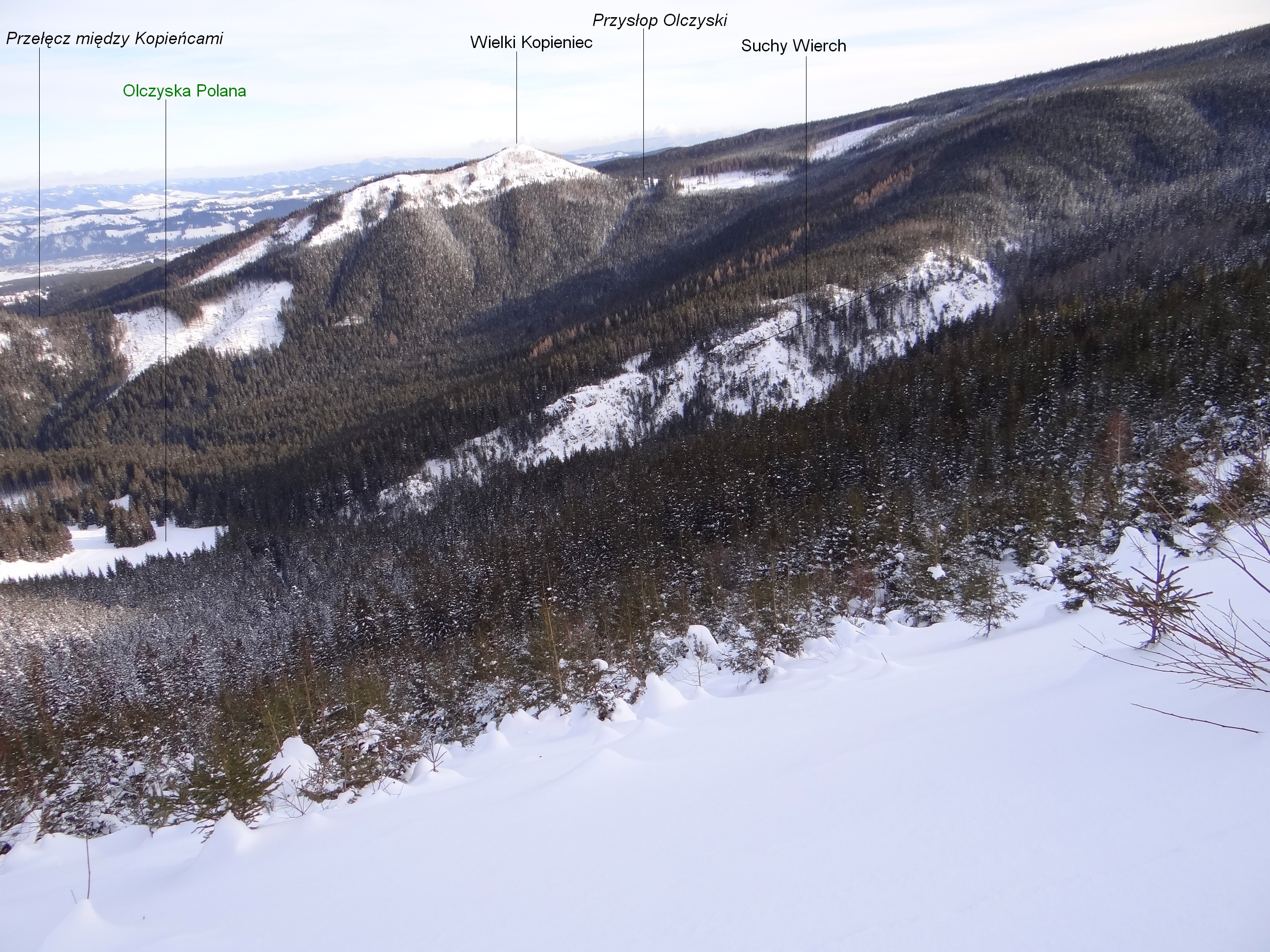
Blick vom Gipfel Skupniowy Upłaz

Die Wielki Kopieniec ist ein Berg in der polnischen Westtatra mit 1328 Metern Höhe. Er liegt auf dem Nordgrat des Kasprowy Wierch.

## Lage und Umgebung
Die Staatsgrenze verläuft über den Hauptgrat der Tatra. Der Wielki Kopieniec  befindet sich nördlich des Hauptkamms. Unterhalb des Gipfels liegen zwei Täler, das Tal Dolina Gąsienicowa im Osten und das Tal Dolina Bystrej im Westen.

## Tourismus
Die Wielki Kopieniec ist bei Wanderern beliebt. Er liegt auf dem Weg von der oberen Seilbahnstation auf dem Kasprowy Wierch nach Zakopane.

### Routen zum Gipfel
Der Wanderweg verläuft über den Gipfel.
- ▬ Ein grün markierter Wanderweg führt vom  Zakopaner Stadtteil Toporowa Cyrhla über das Tal Dolina Olczyska hinab in den Zakopaner Stadtteil Jaszczurówka.

Als Ausgangspunkt für eine Besteigung der Hänge von den Tälern aus eignen sich die Murowaniec-Hütte und die Kondratowa-Hütte sowie das Kalatówki-Berghotel.

## Belege
- Zofia Radwańska-Paryska, Witold Henryk Paryski: Wielka encyklopedia tatrzańska. Poronin, Wyd. Górskie, 2004, ISBN 83-7104-009-1.
- Tatry Wysokie słowackie i polskie. Mapa turystyczna 1:25.000, Warszawa, 2005/06, Polkart, ISBN 83-87873-26-8.

## Panorama

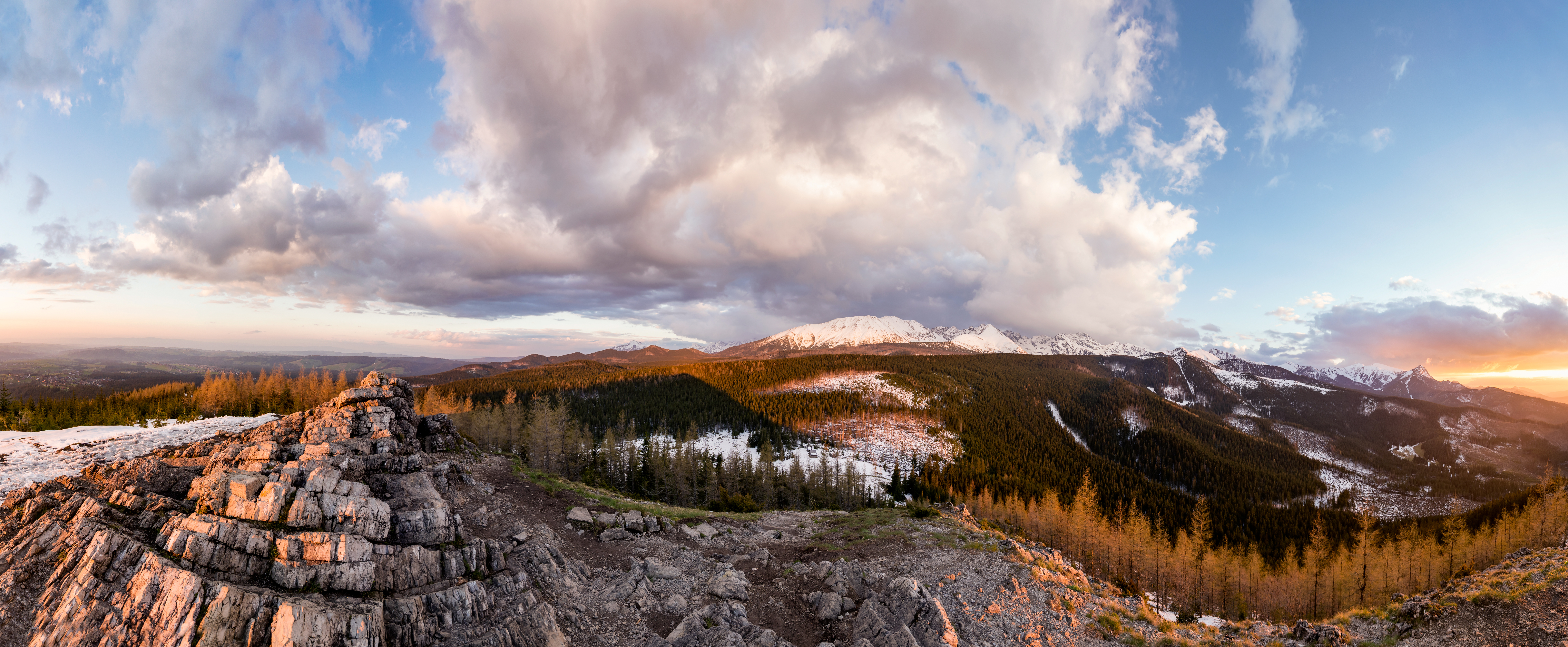
Panorama vom Gipfel